# 三菱重工業相模原製作所
三菱重工業相模原製作所（みつびしじゅうこうぎょうさがみはらせいさくしょ）は、神奈川県相模原市にある三菱重工業の製作所・工場である。略称は「相製（そうせい）」。

## 概要
相模原製作所は、(株)大手商会芝浦工場を前身とする三菱重工業の事業所の一つである。
主に戦車や特殊車両を製造しており、三菱重工業特殊車両事業部の一翼を担っている。

## 沿革
- 1920年（大正9年） - 三菱造船（株）の自動車販売機関である（株）大手商会の芝浦工場として発足。
- 1922年（大正11年） - 三菱内燃機（株）が芝浦工場を買収し、名古屋製作所芝浦分工場となる。
- 1929年（昭和4年） - 大井工場を新設し、輸入自動車の修理および戦車の試作を開始。
- 1937年（昭和12年） - 自動車量産のため丸子工場（のちの三菱自動車工業（株）東京自動車製作所丸子工場。現在、跡地にはパークハウス多摩川、ザ・リバープレイスなどが立地している）を新設。
- 1938年（昭和13年） - 旧日本陸軍から戦車専門工場に指定され、以後終戦まで戦車の生産を継続。
- 1950年（昭和25年） - 財閥解体により旧三菱重工業は東日本重工業、西日本重工業、中日本重工業に分割される。東日本重工業（株）東京製作所となる。
- 1952年（昭和27年） - 財閥解体により分割された三社はそれぞれ三菱日本重工業（東日本重工業）、三菱造船（西日本重工業）、新三菱重工業（中日本重工業）、に商号を変更。
- 1964年（昭和39年） - 三菱日本重工業、三菱造船、新三菱重工業の3社が合併し三菱重工業（株）東京製作所となる。
- 1970年（昭和45年） - 相模原工場第1期工事完成、第1工場が稼動開始。東京の丸子と大井町から相模原に全面移転し、現在の三菱重工業相模原製作所となる。

## 主な製品
戦車
- 61式戦車
- 74式戦車
- 90式戦車
- 10式戦車

装甲戦闘車両
- 60式装甲車
- 73式装甲車
- 89式装甲戦闘車
- 16式機動戦闘車

自走砲
- 75式自走155mmりゅう弾砲
- 99式自走155mmりゅう弾砲
- 60式自走81mm迫撃砲
- 60式自走107mm迫撃砲
- 87式自走高射機関砲

支援車両
- 78式戦車回収車
- 90式戦車回収車
- 11式装軌車回収車
- 91式戦車橋
- 92式地雷原処理ローラ
- 重装輪回収車
- 67式装甲作業車

## 事業所
- 相模原工場（神奈川県相模原市）
- 千歳工場（北海道千歳市）